# Skyfire (band)
Skyfire is een metalband uit Höör, een plaats in Zweden.

## Leden

### Huidige leden
- Andreas Edlund − gitaar, synthesizers
- Martin Hanner − basgitaar, synthesizers, (gitaar : ~ 2004)
- Joakim Karlsson − vocalen
- Joakim Johnsson − percussie, gitaar
- Johan Reinholdz − gitaar

### Oud bandleden
- Jonas Sjögren − bas
- Tobias Björk − drums
- Henrik Wenngren − vocalen

## Discografie

### Demo's en ep's
- Within Reach (1998)
- The Final Story (2000)
- Haunted by Shadows (2003)
- Fractal (2009)

### Studioalbums
- Timeless Departure (2001)
- Mind Revolution (2003)
- Spectral (2004)
- Esoteric (2009)